# ヘンリー・ガンサー
ヘンリー・ガンサー (Henry Gunther、1895年6月6日 - 1918年11月11日) とは、現存する確かな記録の中では第一次世界大戦で最後に戦死した兵士である。
第一次世界大戦の休戦協定は1918年11月11日11時に発効することになっていたが、ガンサーはその1分前の10時59分にドイツ兵の機関銃に撃たれ戦死した。

## 概要
メリーランド州ボルチモアでドイツ系アメリカ人の家庭に生まれる。
第一次世界大戦中の1917年9月に徴兵され、第313歩兵連隊に配属される。
第一次世界大戦の最後の戦闘であるムーズ・アルゴンヌ攻勢に従軍する。
1918年11月11日午前5時前に第一次世界大戦におけるドイツとの休戦協定が結ばれるが、発効は当日の11時からとなりまだ戦闘が続いていた。終戦直前となったが任務遂行のためガンサーの分隊はドイツ軍機関銃兵のバリケードに近づき銃剣で突撃した。この時ドイツ兵は休戦協定が後1分以内に発効することを知っており、ガンサーを振り払うために機関銃で攻撃し即死した。休戦協定発効まで残り1分以内であり、ガンサーは23歳の若さであった。

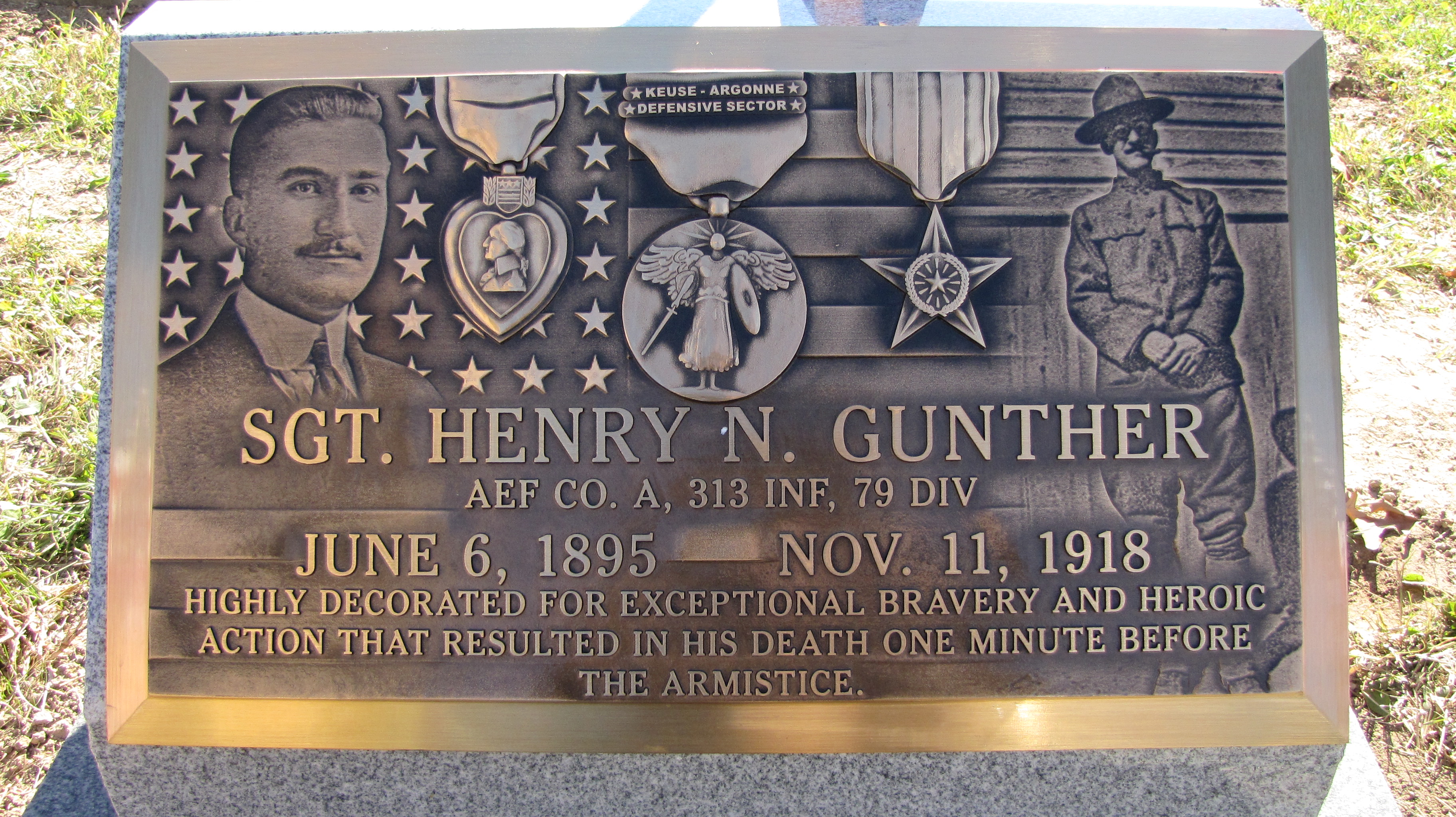
ヘンリー・ガンサーの墓所の銘板